# 카라 파트마

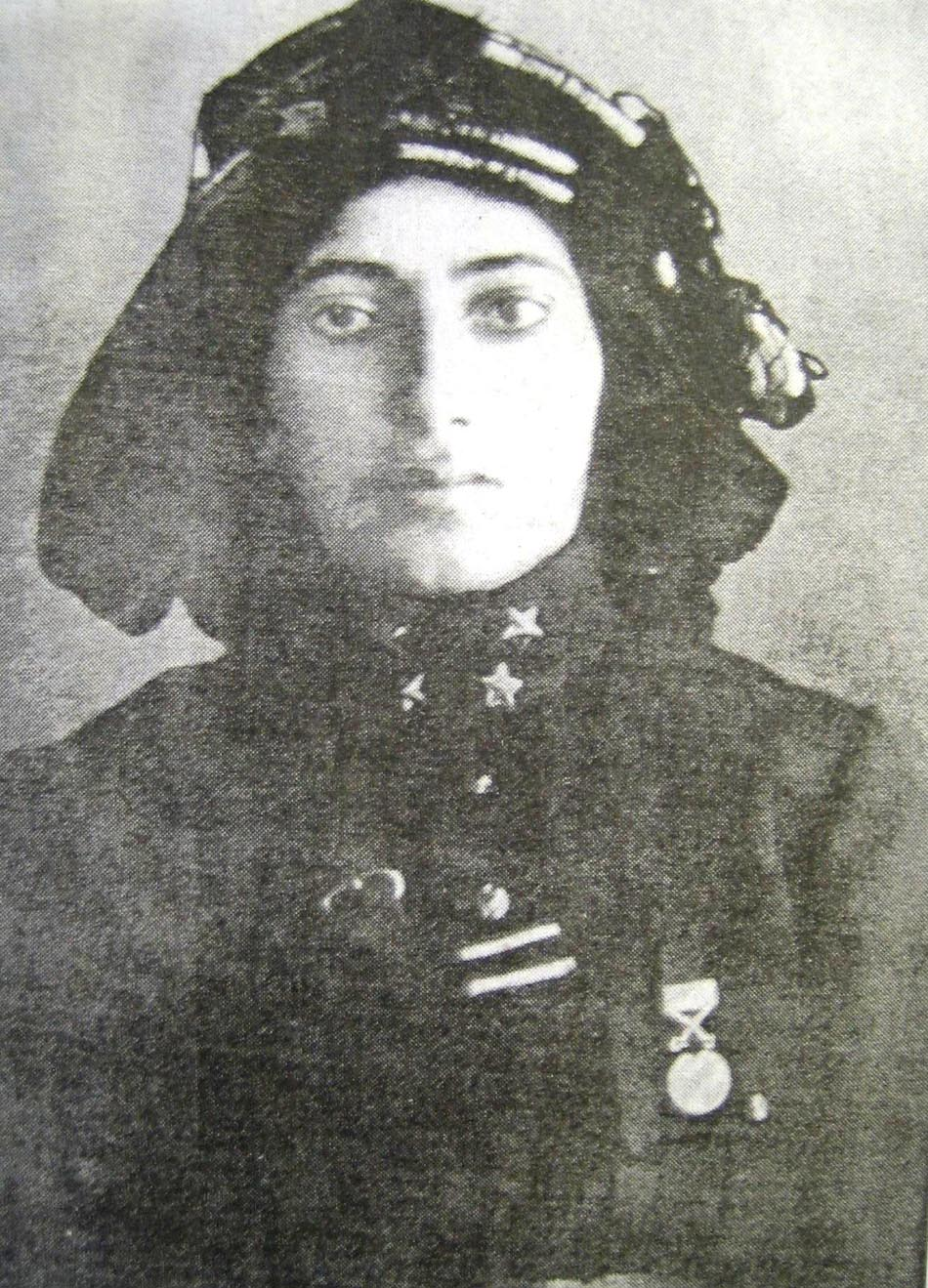
카라 파트마

카라 파트마(튀르키예어: Kara Fatma, 본명: 파트마 세헤르 에르덴(튀르키예어: Fatma Seher Erden), 1888년 3월 22일 오스만 제국 에르주룸 ~ 1955년 7월 2일 튀르키예 이스탄불)는 튀르키예의 군인, 민병대 지도자이다. 카라(Kara)는 튀르키예어로 "검은, 용기 있는"을 뜻한다.
그의 남편은 제1차 세계 대전 기간에 일어난 러시아 제국과 오스만 제국 간의 캅카스 전선에서 오스만 제국 진영에 참전하여 전투를 벌이던 도중에 사망했다. 터키 독립 전쟁 중이던 1919년부터 1923년까지 무스타파 케말 아타튀르크가 이끄는 터키 군대 진영에 참전했으며 여자 43명, 남자 700명으로 구성된 민병대를 지휘했다. 한때는 그리스 군대의 포로로 잡히기도 했지만 나중에 탈출했다. 터키 정부로부터 독립 훈장을 받았다.